# Alchemilla divaricans
Alchemilla divaricans é uma espécie de rosácea do gênero Alchemilla, pertencente à família Rosaceae.